# Eduard Schmitt
Eduard Schmitt (* 7. Mai 1842 in Prag; † 16. März 1913 in Darmstadt) war ein böhmisch-deutscher Bauingenieur und Hochschullehrer.

## Leben
Eduard Schmitt wurde als Sohn eines Lehrers geboren. Er studierte ab 1858/59 Mathematik, Geometrie und Physik am Polytechnischen Institut in Prag, 1859/1860 an der technischen Abteilung des Polytechnischen Instituts in Wien und 1860/1861 wieder in Prag.
Nach dem Studium war er von 1861 bis 1867 praktisch tätig. 1867 kam er als Assistent für Straßen- und Wasserbau an das Polytechnische Institut in Prag. 1870 habilitierte er sich in Prag und wirkte als Privatdozent. 1872 wurde er ordentlicher Professor für Bau- und Ingenieurwissenschaften in der philosophischen Fakultät der Universität Gießen. Dort wurde er im Oktober 1872 zum Dr. phil. promoviert. Als der Lehrstuhl 1874 an die Technische Hochschule Darmstadt verlegt wurde, lehrte er fortan dort als Professor.
Schmitt galt als Experte auf den Gebieten Straßenbau und Eisenbahnbau. Ab 1880 war er Mitherausgeber des Handbuchs der Architektur. 1898 trat er dem Verein Deutscher Ingenieure (VDI) bei.
Eduard Schmitt war 1881/1882, 1888–1891 sowie 1900/1901 Dekan der Fakultät für Ingenieurwesen und 1875–1877 sowie 1884–1886 Rektor der Technischen Hochschule Darmstadt. Am 3. Juni 1912 wurde Schmitt auf eigenen Wunsch unter Anerkennung langjähriger Dienste in den Ruhestand versetzt. Er starb am 16. März 1913.

## Ehrungen
- 1886: großherzoglich hessischer Geheimer Baurat
- 1888: Kommandeurkreuz II. Klasse des großherzoglich badischen Ordens vom Zähringer Löwen
- 1905: Ehrendoktorwürde der Technischen Hochschule (Berlin-)Charlottenburg (als Dr.-Ing. E. h.)
- 1912: Komturkreuz II. Klasse des großherzoglich hessischen Verdienstordens Philipps des Großmütigen

## Schriften
- Vorträge über Bahnhöfe und Hochbauten auf Locomotiv-Eisenbahnen, 1873–1882 Digitalisat Digitalisat
- Maurer- und Steinbauarbeiten, 3 Bände, 1908 (Sammlung Göschen)
- Sportanlagen, 1909–1911 (Sammlung Göschen)
- Lexikon der gesamten Technik und ihrer Hilfswissenschaften, 7 Bände, 1894–1899 (Mitarbeit)
- zahlreiche Beiträge in mehreren Bänden des Handbuchs der Architektur, 1880 ff.